# 마드리드 역사박물관

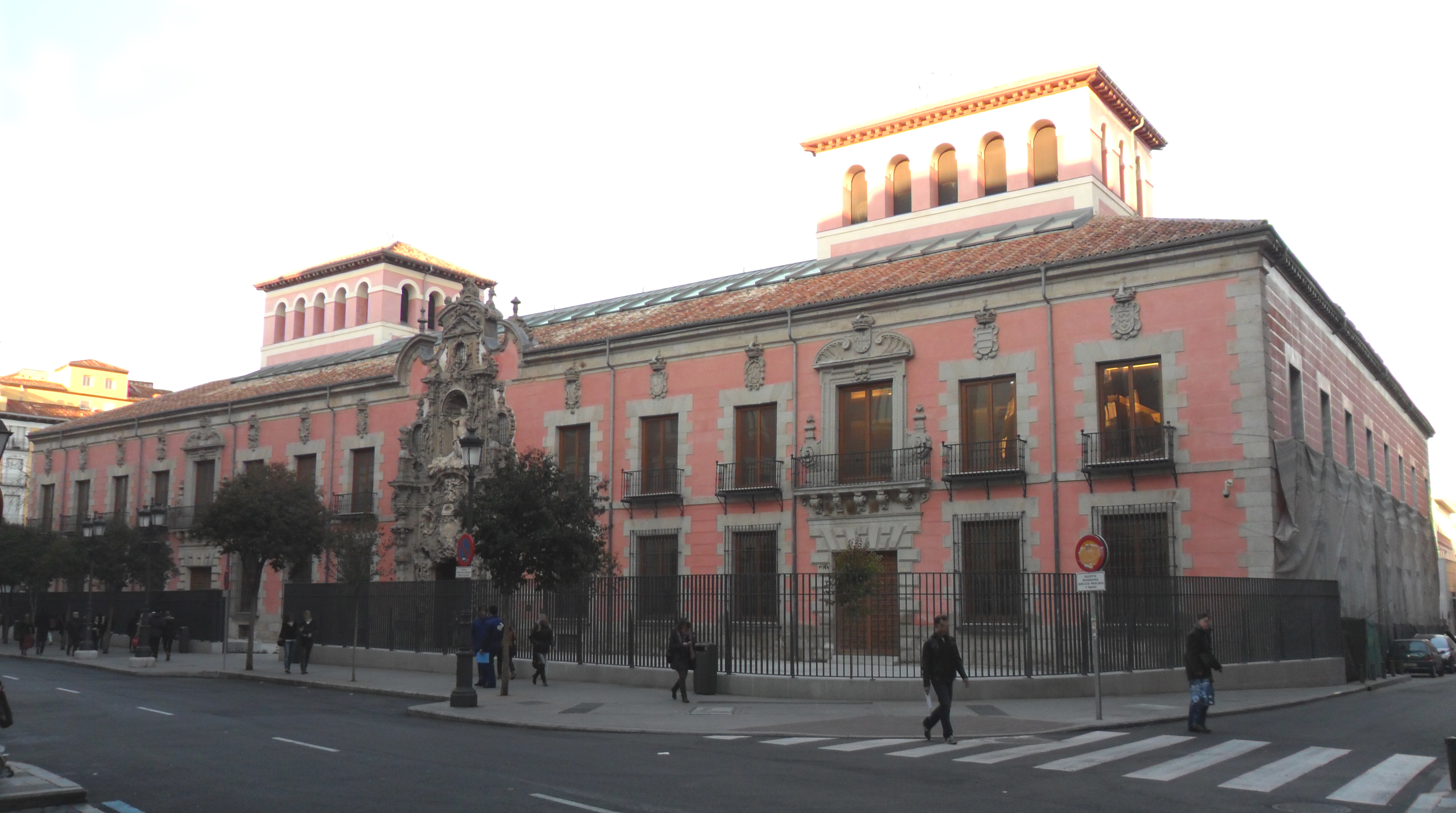
마드리드 역사박물관

마드리드 역사박물관(스페인어: Museo de Historia de Madrid)은 1929년에 설립된 스페인 마드리드에 위치한 박물관이다.